# Monika Jaworski
Monika Jaworski (Amburgo, 6 giugno 1954) è un'ex cestista tedesca.

## Carriera
Con la Germania Ovest ha disputato tre edizioni dei Campionati europei (1974, 1976, 1981).